# Histoire politique du Liban
Vous pouvez aider à l'améliorer ou bien discuter des problèmes sur sa page de discussion.
- Il ne cite pas suffisamment ses sources. Vous pouvez indiquer les passages à sourcer avec {{référence nécessaire}} ou {{Référence souhaitée}}, et inclure les références utiles en les liant aux notes de bas de page. (Marqué depuis août 2013)
- Il doit être recyclé. La réorganisation et la clarification du contenu sont nécessaires. (Marqué depuis novembre 2008)

- Archive Wikiwix
- Bing
- Cairn
- DuckDuckGo
- E. Universalis
- Gallica
- Google
- G. Books
- G. News
- G. Scholar
- Persée
- Qwant
- (zh) Baidu
- (ru) Yandex
- (wd) trouver des œuvres sur Wikidata

Principaux faits dans la vie politique libanaise après la fin de la guerre civile. On estime en effet que les accords de Taef, où l'ensemble des forces libanaises s'accordent de cesser les hostilités armées, marquent le début d'une nouvelle ère politique au Liban.

## La fin des combats
- 1989 : signature des accords de Taef.

Dans l'automne 1989, groupe international (Jordanie, Arabie saoudite et Algérie) obtient un cessez-le-feu et une rencontre parlementaire pour discuter d'une « réconciliation nationale ». Cette rencontre aura lieu à Taef en Arabie saoudite (accords ratifiés le 5 novembre 1989).
À la suite de ces accords, René Moawad fut élu président mais fut assassiné 17 jours plus tard. Le parlement élit immédiatement Elias Hraoui à sa place.
En 1990, de violents affrontements opposent des factions de l'armée fidèles au général Michel Aoun (13 octobre 1990). L'invasion de la zone par les soldats syriens fait suite à un long et sanglant conflit entre la partie de l'armée ralliée au Général Aoun et les forces armées syriennes. Cette invasion ferait suite à un accord entre la Syrie et les États-Unis, en reconnaissance de son soutien durant la guerre du Golfe. Michel Aoun et sa famille seront exilés, ainsi que Farid Hamadé et sa famille. Après ces opérations, s'ouvrit la première période de paix durable au Liban depuis 15 ans.
La guerre prendra ainsi officiellement fin lors de la chute du Général Aoun. Elle aura fait 150 000 morts et des centaines de milliers d'exilés et de déplacés.
Pourtant, cette invasion marque le début d'une tentative d'annexion de fait du Liban qui durera jusqu'au retrait des troupes syriennes en 2005. Elle se concrétisera par la mise sous tutelle syrienne des institutions libanaises dans le cadre d'un système policier répressif, calqué sur le modèle syrien. Le Liban est alors sous une forte mainmise syrienne qui régit le pays au plan de sa vie politique.

## Tensions et manifestations (2004-2006)
- 2004 : La motion 1559 du Conseil de sécurité de l'ONU exige, entre autres, de la Syrie de retirer ses forces du Liban. La même motion demande aussi que soit mis fin aux activités militaires de la milice chiite Hezbollah et réclame le déploiement de l'armée libanaise sur l'ensemble de la frontière internationale avec Israël.
- 2005 : L'ancien premier ministre Rafic Hariri est tué dans un attentat le 14 février.

Le 28 février, le premier ministre pro-syrien Omar Karamé remet sa démission au Parlement libanais. L'opposition politique, contrairement à la jeunesse de la capitale, ne souhaite pas une rupture radicale avec les partis politiques pro-syriens et le président Émile Lahoud, gardant en mémoire la sanglante guerre civile. Walid Joumblatt, le chef du parti druze, déclare chercher un gouvernement d'alliance nationale et la tenue d'élections anticipées.
Le 8 mars 2005, les partis pro-syriens Amal, Hezbollah, el-Marada et PSNS, organisent une contre-manifestation qui rassemble des centaines de milliers de personnes (1 600 000 selon les organisateurs, 1 500 000 selon Al Jazeera, 800 000 par les forces de l'ordre et 200 000 par la Future Television de feu Rafic Hariri) pour dénoncer la tentative d'ingérence des puissances occidentales dans les affaires syro-libanaises. Une controverse a suivi, l'opposition accuse les organisateurs d'avoir apporté des Syriens pour gonfler le nombre de participants à la manifestation.
Les forces syriennes se retirent lentement du Liban. Quelque 14 000 militaires syriens stationnaient au Liban avant le début du repli décidé par la Syrie, soumise à une pression internationale sans précédent depuis l'entrée de ses troupes au Liban en 1976.
Le 13 mars 2005, plus de 200 000 (300 000 selon les organisateurs) personnes se rassemblent dans la ville de Nabatieh (au sud du Liban, à 75 km de Beyrouth), pour dénoncer les ingérences étrangères occidentales et protester contre la résolution 1559.
Le 14 mars 2005, l'opposition libanaise à l'occupation syrienne et au régime prosyrien en place à Beyrouth, a rassemblé plusieurs centaines de milliers de personnes (800 000 selon Robert Fisk, 1 200 000 selon les organisateurs). Venant de toutes les régions du pays essentiellement druzes, sunnites ou chrétiennes, la foule a réclamé, sur l'immense place des Martyrs, la vérité sur l'assassinat de Rafic Hariri, et surtout la fin de l'occupation syrienne.
Le 14 mars, le général Michel Aoun, qui avait déclaré en 1989 une guerre de libération contre l'envahisseur syrien, annonce son retour au Liban après 15 ans d'un exil forcé en France.
Le 15 mars 2005, la manifestation anti-syrienne est considérée par le maire de Beyrouth, par la presse et par l'opposition elle-même comme le plus grand rassemblement populaire jamais tenu au Liban.
Le 15 mars 2005, la Syrie après avoir déclaré à l'ONU son intention de retirer l'ensemble de ses forces et personnels de renseignement du Liban avant les élections législatives libanaises devant se tenir en mai, commence à procéder à des replis remarqués.
Le 18 mars 2005, un attentat à la voiture piégée touche la banlieue nord de Beyrouth sans faire de victime.
Le 21 mars 2005, nouvel attentat en plein cœur de la région chrétienne du Keserwan faisant 2 morts et 3 blessés. À nouveau, l'opposition demande le départ de l'appareil sécuritaire en place fustigé à la fois pour son incompétence mais également pour une potentielle implication. Le député de l'opposition, Walid Joumblatt a mis en garde les libanais contre de nouveaux attentats visant à la stabilité du Liban au moment où les Syriens promettent de quitter le territoire de leur petit voisin.
Le 24 mars 2005, la mission de l'ONU mené par Sean Fitzgerald accuse les services de sécurité libano-syriens d'avoir maquillé le lieu du crime et créé un climat propice au meurtre de Hariri. Toutefois, la mission n'accuse pas les gouvernements libanais et syrien d'être responsable de l'attentat.
Le 13 avril 2005, le chef de l'assemblée, Omar Karamé, rappelé précédemment au pouvoir, démissionne de nouveau, quittant au passage le camp pro-syrien.
Le 14 avril 2005, Najib Mikati est désigné premier ministre du gouvernement de transition chargé de garantir des nouvelles élections. Membre de la faction pro-syrienne, il est aussi accepté par l'opposition et semble être un compromis valable entre les deux factions majoritaires.
Le 26 avril 2005, une cérémonie officielle marque la fin de l'occupation syrienne et l'ONU entame ses travaux de vérification du retrait effectif des forces militaires syriennes du Liban.
Le 19 juillet, formation du gouvernement de Fouad Siniora (liste). À l'exception du bloc parlementaire du général Michel Aoun, le Bloc du changement et de la réforme, l'ensemble des courants politiques issus des élections de mai-juin 2005 sont représentés, et notamment et pour la première fois le Hezbollah.
- Juillet 2006 : Conflit avec Israël, suivi du renforcement des troupes de l'ONU dans le sud-Liban.

## Le Liban après le coup de force de novembre 2006 (2006-2012)
Après la guerre de l'été 2006, le Hezbollah et ses alliés réclament la formation d'un gouvernement d'union nationale intégrant l'opposition alors formée par le Bloc du changement et de la réforme, principale force politique chrétienne du pays. Face au refus de l'Alliance du 14 mars, 6 ministres démissionnent et débute alors une crise politique sans précédent jusqu'en mai 2008.
Le 11 novembre 2006, les 5 ministres chiites du gouvernement démissionnent : Mohammad Fneich (ministre de l’Énergie et de l’Eau), Trad Hamadé (ministre du Travail), Mohammed Jawad Khalifé (ministre de la Santé), Talal Sahili (ministre de l'agriculture) et Faouzi Salloukh (ministre des Affaires étrangères). Le lendemain, c'est le ministre de l’environnement Yacoub Sarraf (grec-orthodoxe) qui démissionne. Ils rejoignent ainsi le Bloc du changement et de la réforme dans l'opposition.
Le 7 mai 2008 à Beyrouth, à la suite d'une annonce du gouvernement de Fouad Siniora jugée provocatrice (le démantèlement du réseau de communication de la résistance et le limogeage de Wafic Choukair, le chef de la sécurité de l'aéroport de Beyrouth, considéré comme un proche du Hezbollah), les partisans de l’opposition bloquent plusieurs routes dans Beyrouth dont celles de l’aéroport, provoquant de violents affrontements dans la capitale. Les hostilités qui impliquent chiites, sunnites et druzes surviennent au terme de plusieurs mois d’une grave crise politique entre la majorité et l’opposition et font plus de 80 morts.
Les élections législatives libanaises de 2009 ont eu lieu le 7 juin 2009. La coalition menée par Saad Hariri lui assure la majorité absolue au parlement (71 sièges sur 128). Les listes de l'opposition comprenant le Hezbollah, Amal et le Courant patriotique libre, parti chrétien du général Michel Aoun sont arrivées en deuxième place, obtenant 57 sièges. Le taux de participation était de 54,8 %. Ces élections déboucheront après de longs mois sur la formation du Gouvernement Hariri dit d'union nationale.
Après la démission des 10 ministres de l'opposition et du ministre Adnan Sayed Hussein qui représente le président de la république, le mercredi 12 janvier 2010, le gouvernement perd le tiers de ses ministres plus un ministre ce qui, selon la constitution, dissout le gouvernement et devient un gouvernement chargé de gérer les affaires courantes jusqu'à la formation d'un nouveau gouvernement.
Le 24 janvier 2011, Najib Mikati est proposé comme président du Conseil d'alternance pour former un gouvernement après l'effondrement de celui de Saad Hariri. Il est investi le lendemain et nommé par le président de la République, Michel Sleimane. Après six mois de négociation il annonce le 13 juin 2011 son gouvernement.
Le 19 octobre 2012 lors d'un attentat violent à Beyrouth, le général Wissam al-Hassan (47 ans) est assassiné. Immédiatement, divers responsables politiques pointent la responsabilité de la Syrie. En effet, al-Hassan était responsable du renseignement des Forces de Sécurité Intérieures (police nationale libanaise). À ce titre il avait aussi été responsable de l'arrestation de Michel Samaha en Août 2012, accusé de vouloir former des attentats au Liban. El-Hassan avait été responsable de la sécurité de Rafic Hariri. Cet attentat a été le premier depuis 2008, date de l'assassinat d'un autre responsable des renseignements de la police, Wissam Eid, dernier d'une longue série d'assassinats politiques au Liban, où la Syrie a souvent été soupçonnée. Le premier ministre libanais, Nagib Mikati, aurait lui-même établit le lien entre l'arrestation de Samaha et l'assassinat de El-Hassan.

## Depuis 2012
Après deux ans de vacances de la présidence libanaise (2014-2016), Michel Aoun est élu président le 31 octobre 2016.

### Gouvernement Hariri 2016 -
Le 3 novembre 2016, Saad Hariri est désigné par le président de la République libanaise Michel Aoun pour former le nouveau gouvernement.
Le gouvernement est alors formé de 30 ministres, 24 ministres dont deux ministres d'État, et six nouveaux ministres d'État, les ministres sont répartis à parts égales entre chrétiens et musulmans.

### Reportages
- (en) Sofia Amara, Marine Pradel, Lebanon marks one year without a president, France 24, 12 min 10 s), 2015